# Chang-dong (métro de Séoul)
Chang-dong (hangeul : 창동 ; hanja : 倉洞) est une station de correspondance entre la ligne 1 et la ligne 4 du métro de Séoul. Elle est située au 77 Madeul-ro 11-gil, quartier Chang 5-dong, dans l'arrondissement de Dobong-gu à Séoul en Corée du Sud.
La gare d'origine est ouverte en 1911, la station de métro débute en 1985 et devient une station de correspondance cette même année. La station aérienne de la ligne 4 est desservie par les rames omnibus et express qui circulent sur la ligne, la station de surface de la ligne 1 est desservi par les rames omnibus et les rames Gyeongwon Express qui circulent sur la ligne.

## Situation sur le réseau

Plan du réseau (2023)

La station Chang-dong est une station de correspondance entre la ligne 1 et la ligne 4 du métro de Séoul, : 
sur la ligne 1, établie en surface, elle est située entre la station Banghak, en direction du terminus Yeoncheon, et la station Nokcheon, en direction du terminus  Incheon, ; 
sur la ligne 4, établie en aérien, elle est située entre la station Parc culturel & historique de Dongdaemun, en direction du terminus nord Jinjeop, et la station Ssangmun, en direction du terminus sud-ouest Oido',.

## Histoire

### Gare ferroviaire
La gare d'origine, sur la ligne Gyeongwon, est mise en service le 15 octobre 1911. Elle est ouverte au service des marchandises le 1er avril 1940,,.
L'arrêt du service des marchandises a lieu le 1er novembre 2007,.

### Station de métro
Le chantier pour la construction d'une station de métro aérienne sur la nouvelle ligne Gyeongwon à double voie est ouverte le 20 avril 1985. Cette station est intégrée dans la nouvelle ligne 4 du métro de Séoul mise en service le 20 avril 1985. Elle devient une station de correspondance lors du prolongement de la ligne 1 du métro de Séoul mise en service le 22 août de cette même année, avant qu'une nouvelle station remplace l'ancienne gare le 22 décembre 1985,,.
De 2005 à 2011, a lieu la construction d'un nouveau bâtiment, pour la station en surface, réalisé avec des fonds privés,. Le 11 décembre 2021 changement du quai de la ligne 1, avec modification du fonctionnement des portes palières.

## Services aux voyageurs

### Accès et accueil
Station de correspondance disposant d'une station en surface (L1) et une station aérienne (L4), au 77 Madeul-ro 11-gil, quartier Chang 5-dong. Elle est équipée d'escaliers, escaliers mécaniques et ascenseurs pour les cheminements entre la station en surface et la station en aérien. Elle dispose notamment de billetteries avec des automates pour l'acquisition de titres de transports.

### Desserte

#### Station ligne 1
Chang-dong est desservie par les rames omnibus et Gyeongwon Express qui circulent sur la ligne 1. La station en surface est aménagée avec deux quais latéraux équipés de portes palières.

Installations ligne 1
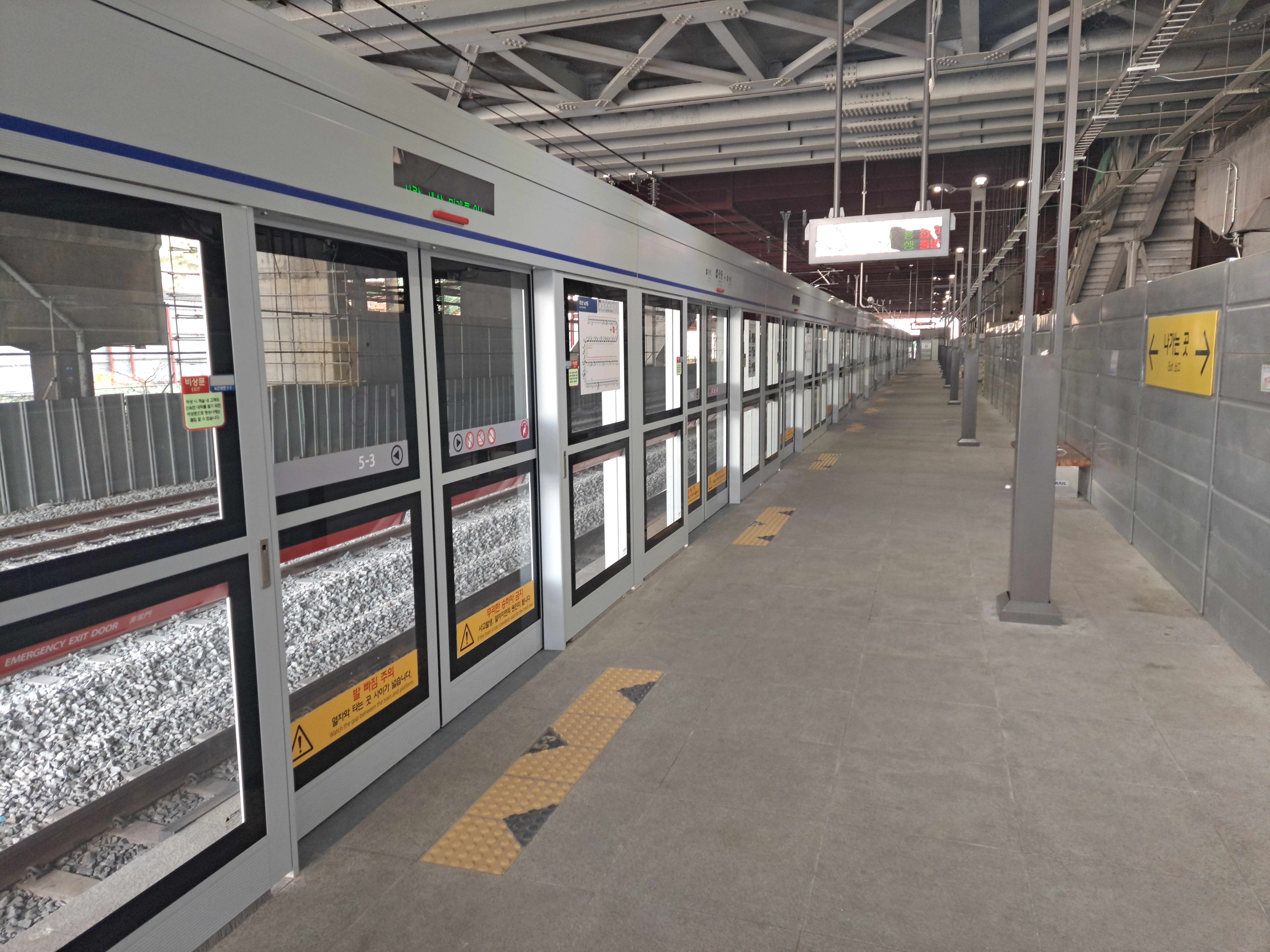
2022.
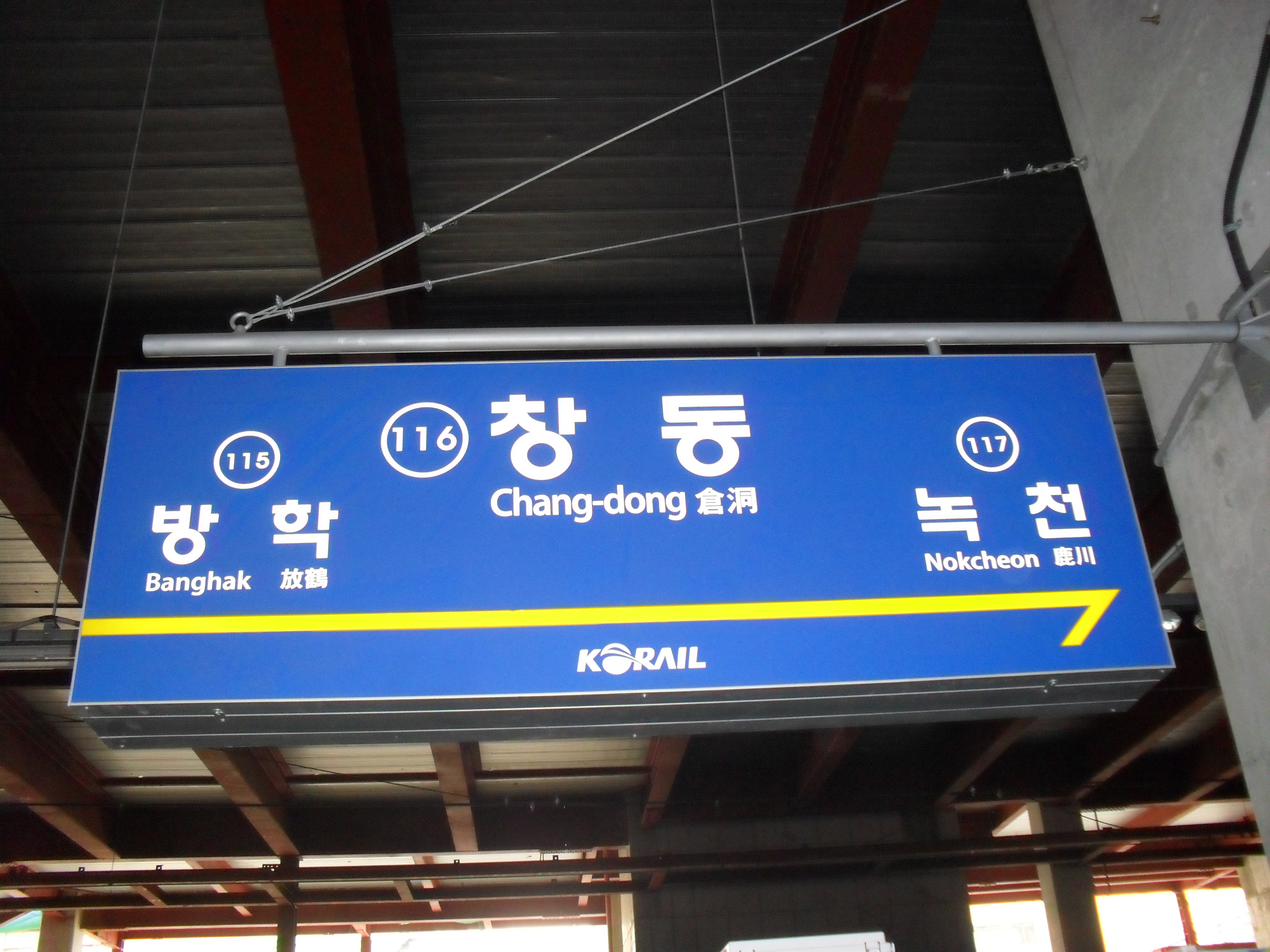
2011.
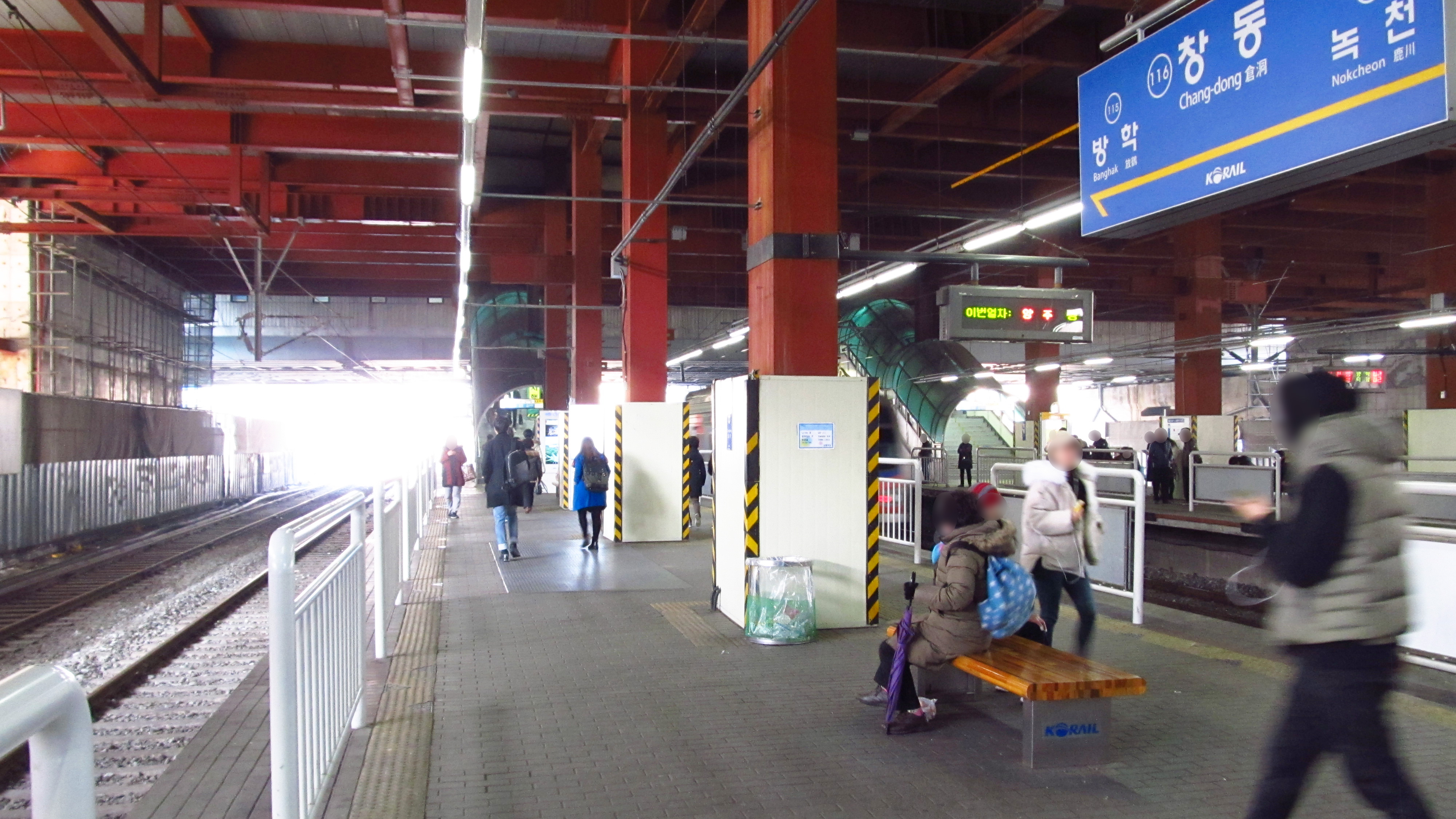
2018.

#### Station ligne 4
Chang-dong est desservie par les rames omnibus et express, qui circulent sur la ligne 4. La station aérienne est aménagée avec deux quais latéraux équipés de portes palières.

Installations ligne 4
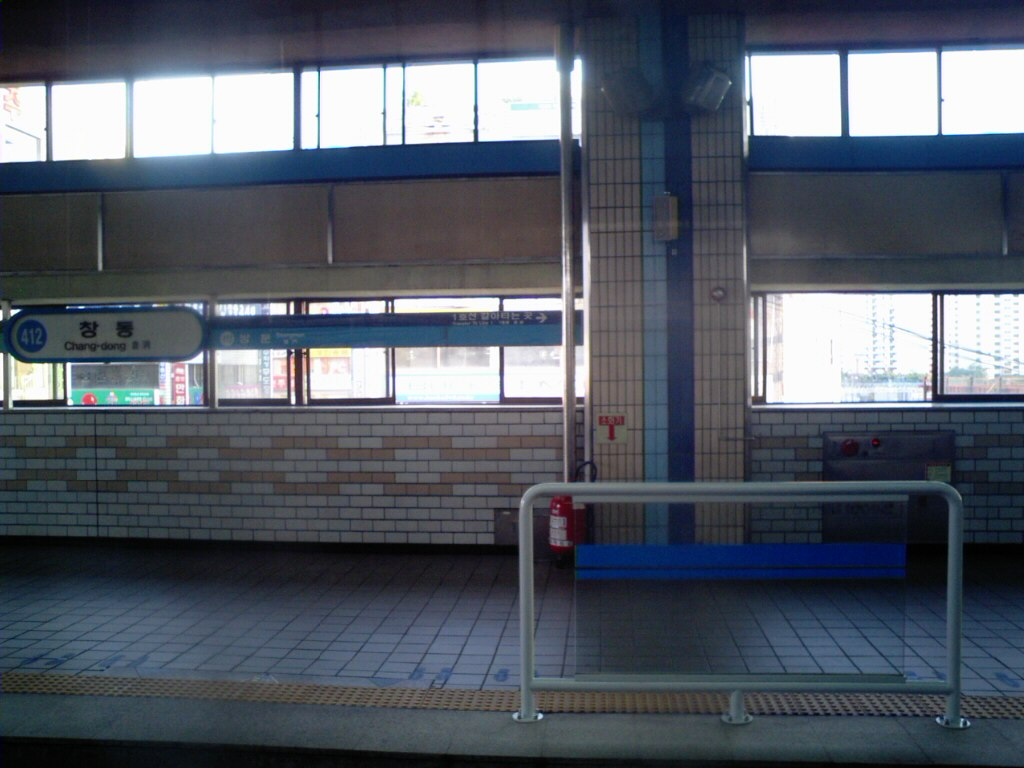
En 2008.
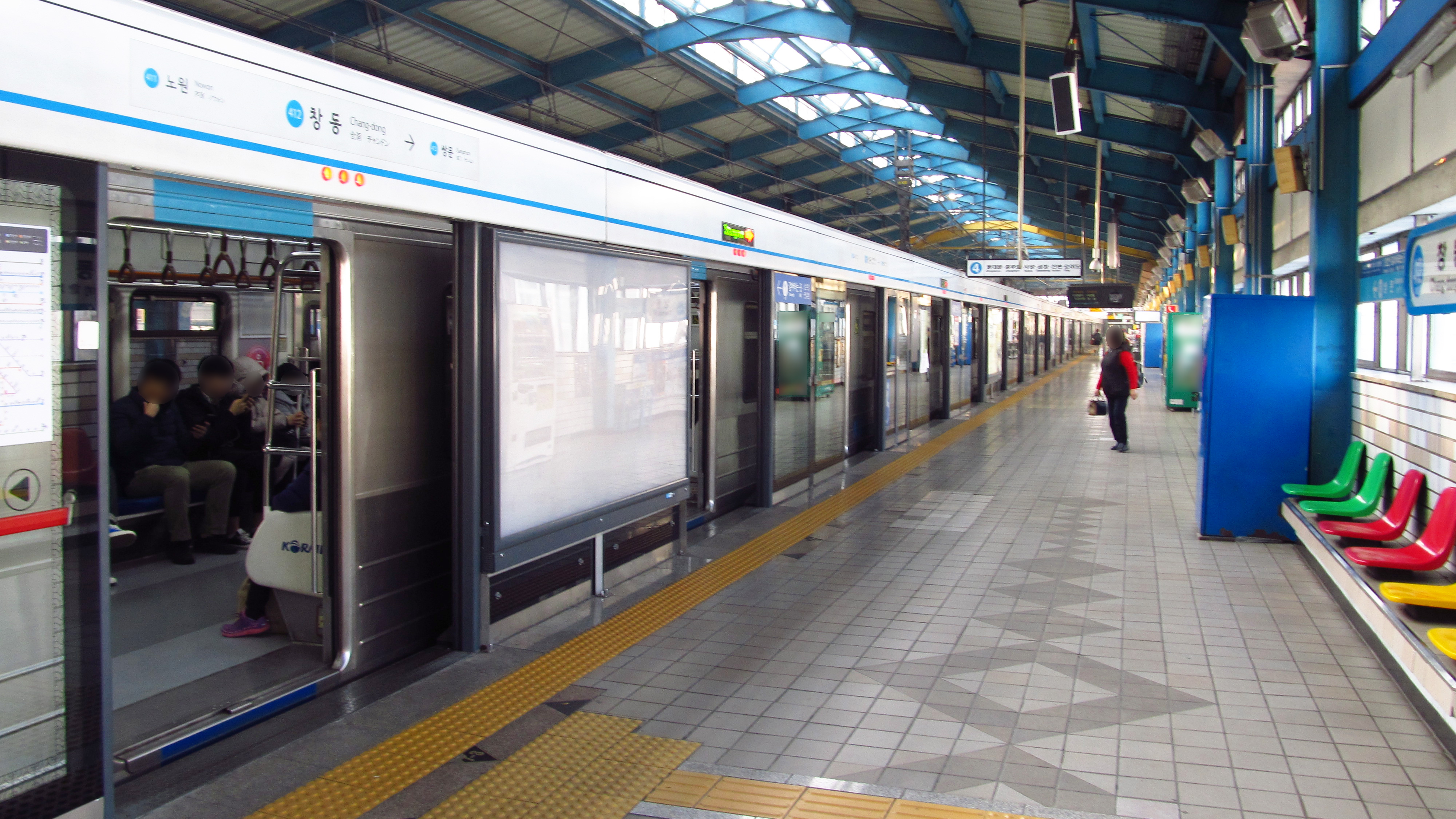
En 2018.

### Intermodalité
Des arrêts de bus sont établis sur les voies routières desservies par les bouches du métro.